# Съборни (булевард във Варна)
„Съборни“ е булевард във Варна, който преминава през центъра на града в посока запад-изток. Той започва от кръстовище с бул. „Христо Ботев“ и преминава северно от Варненската катедрала, чието име носи. С дължина от по-малко от километър той завършва с кръстовище с булевард „Сливница“.

## Исторически данни
В началото на ХХ век булевардът започва от старите рибни хали на понеделничния пазар и преминава пред разрушеното по-късно девическо училище „Св. Наум“. На пазарния площад до днес са запазени като архитектурни паметници къщите на Златан Бръчков, д-р Ангел Пюскюлиев и на Иван Церов. На ъгъла с ул. "Хаджи Стамат Сидеров" е домът на акад. Анастас Бешков, в който по-късно се помещава Градската библиотека, от 1 април 1928 г. – Инспектората по маларията, а след разрушаването му през 1968 г. там е построена сградата на Стоматологичната поликлиника.

## Обекти
Северна страна
- ДКЦ 1 „Света Клементина – Варна“
- Централна поща
- Стоматологична поликлиника

Южна страна
- Варненска митрополия
- Площад Св. св. Кирил и Методий
- Каса на дирекция "Местни данъци“ – Варна